# Pelle Hedman
Pelle Hedman, ursprungligen Per Erick Pärsson, född 6 januari 1861 i Sporrgårdarna i Gimsbärke, Amsbergs kapellförsamling, Kopparbergs län, död där 10 augusti 1933, var en svensk illustratör och konstnär. Han signerade sina verk P. E. Hedman, P. Hedman och Per Hedman.

## Biografi
Hedman var verksam från barndomen till ett halvår före sin död och erkänd som konstnär först efter sin levnad. Han var med i konstnärskretsen kring Anders Zorn och hade då utbildats från 1878 på Tekniska skolan och Konstakademin i Stockholm, målade från 1887 i Paris och blev en av Nordens mest använda tidningsillustratörer innan fotograferingens inträdande tidevarv förändrade förutsättningarna för detta runt 1900. Han målade i olja och akvarell, etsade, kol- och penntecknade. 
Särskilt uppskattade blev hans skildringar av bebyggelse och natur samt porträtten av kända personer som Oscar II och släktingar som Norr Amsbergs storbonde Näktergals Anders Andersson, hans morfar. Hedman byggde sin märkliga bostad, fortfarande kallad Drakvillan, där morföräldrarnas gård (och nästan hela byn) hade brunnit ned 1893. 
Hedman var son till bonden i Gimsbärke Per Olsson Hedman (1835-1893) och Näktergals Greta Andersdotter (1839-1904). I äktenskap med Augusta Engman (1877–1963) fick han sonen Elof och dottern Aina. Den senare försvann spårlöst 1931 och Elof Hedman avled 1977, båda ogifta och utan barn. Hedman är representerad vid Nationalmuseum

## Galleri

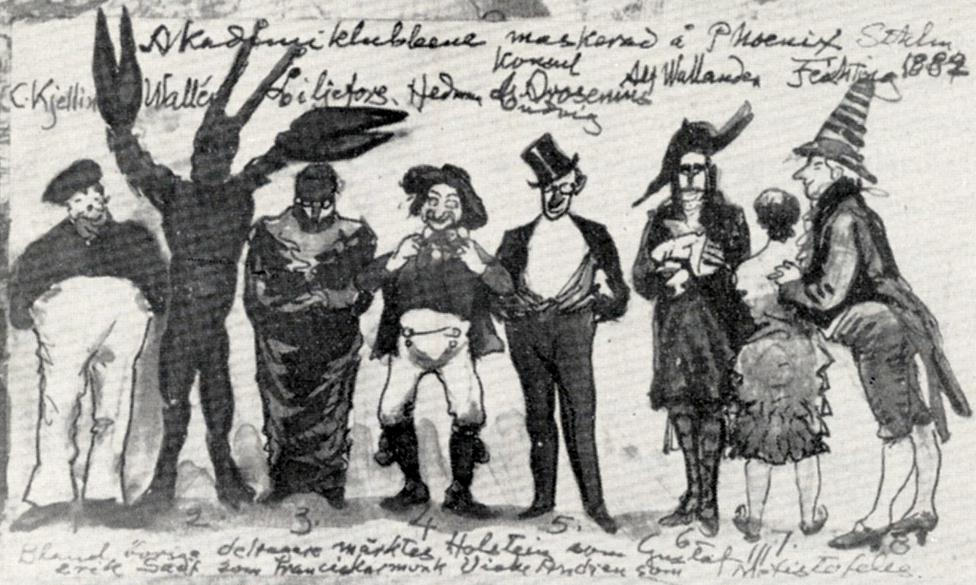
Hedman figurerar i ett tidigt självporträtt från Konstakademins maskerad 1882 med kamraterna, bland andra Bruno Liljefors och Alf Wallander.
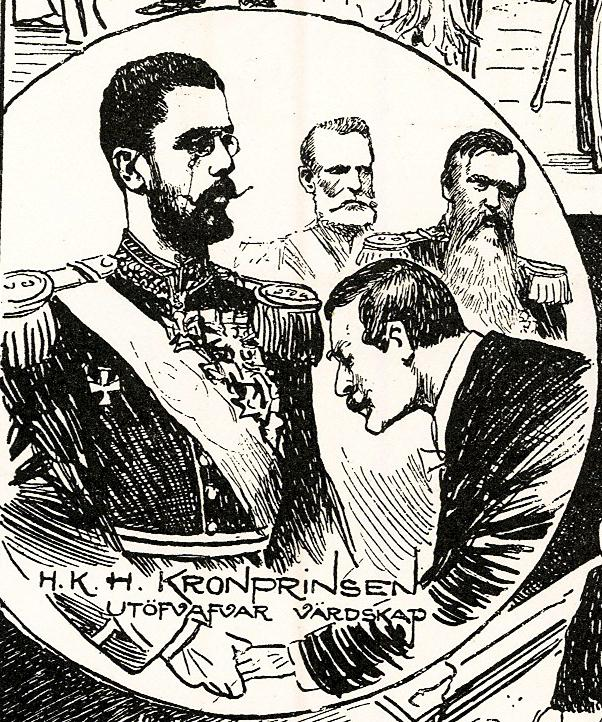
I en av en stor mängd publicerade teckningar skildras här kronprins Gustaf (1856-1950) i arbete på Stockholms slott mottagande dignitärer 1894.
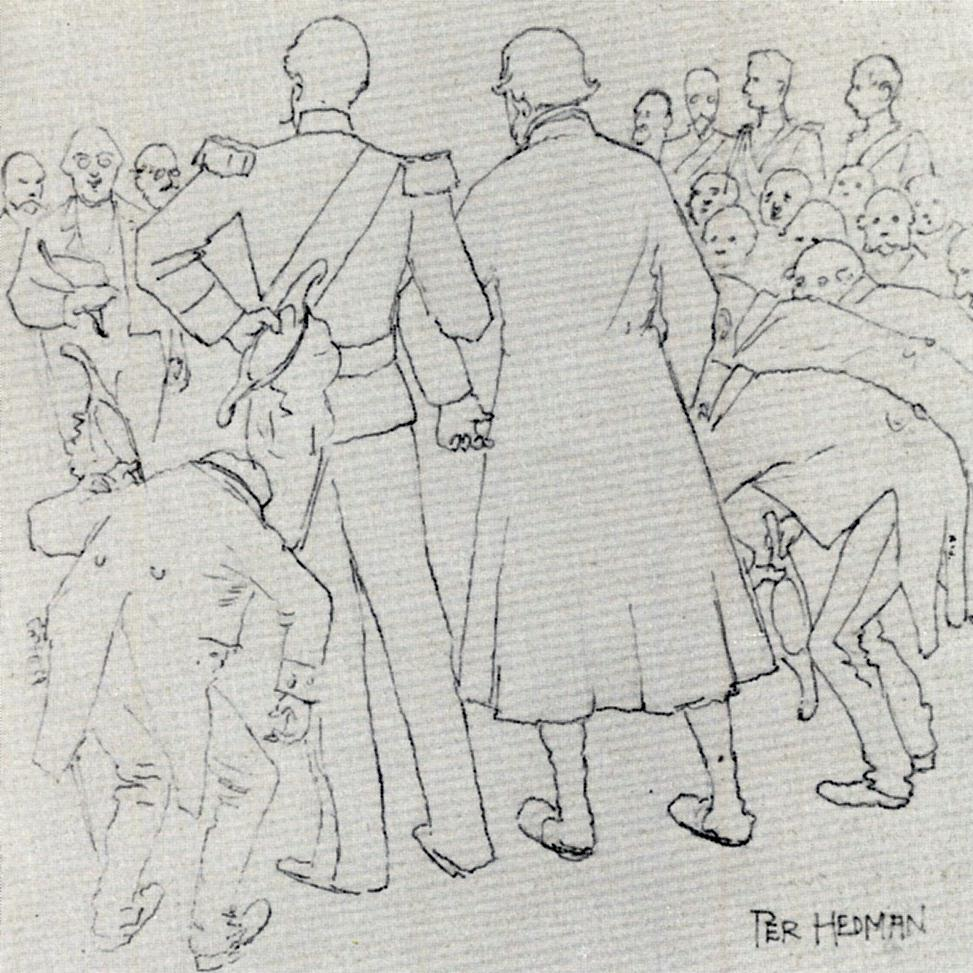
Som ofta med annorlunda synvinkel ritade Hedman kung Oskar II (1829-1907) och riksdagsman Liss Olof Larsson (1838-1896) bakifrån med bugande undersåtar c. 1895.
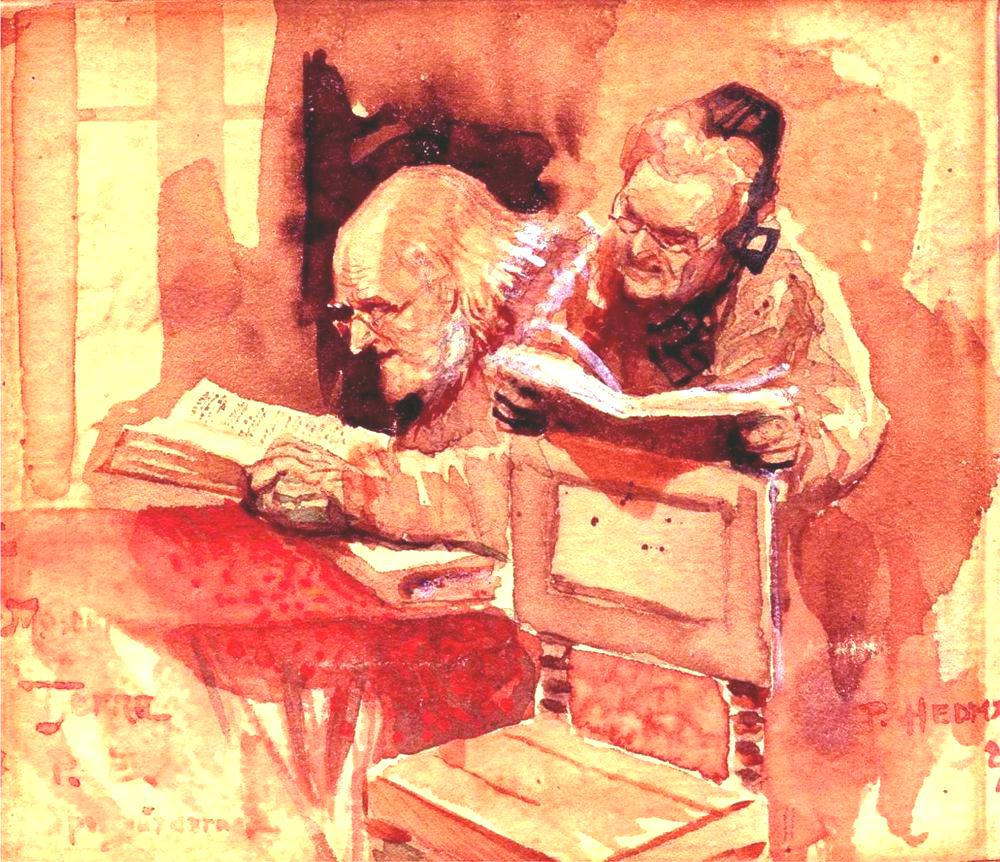
Hedmans morföräldrar Näktergals Anders Andersson (1812-1893) och Anna Görsdotter (1802-1884) var storbönder i Gimsbärke by (c. 1882).
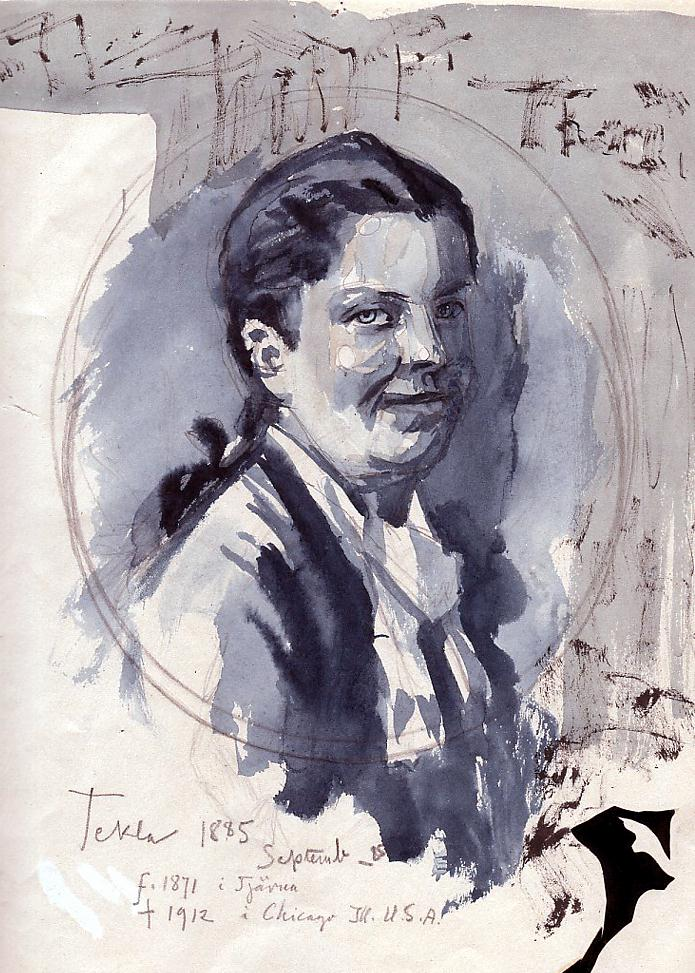
Kusinen Tekla Fredrika Mattsson (1871-1910), målades hastigt av år 1885 innan hon emigrerade från Tjärna by till Chicago och gifte sig med Jon Jansson.
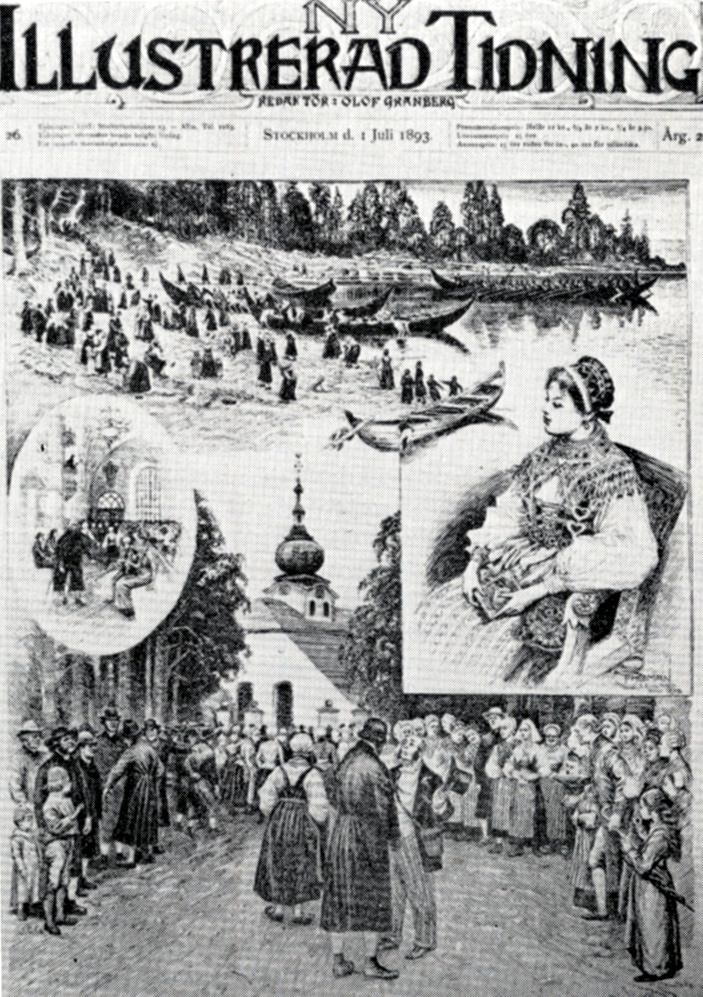
Hedmans många tidningsframsidor visade allt från landsbygdens folkfest till storstadens gatuvåld, samtidens politik och celebriteter, denna från 1895.
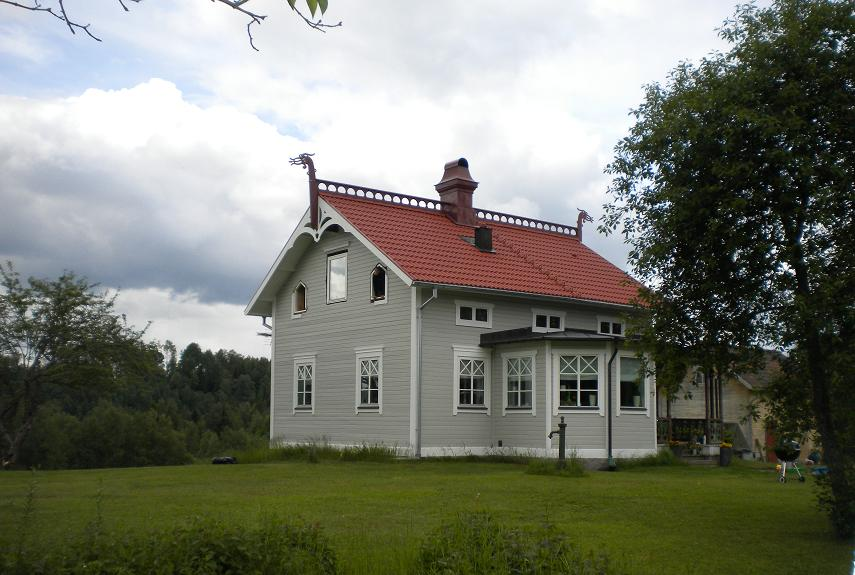
Hedman's hem Drakvillan i Gimsbärke, byggd på platsen för morfaderns år 1893 nedbrunna gård (foto 2009).
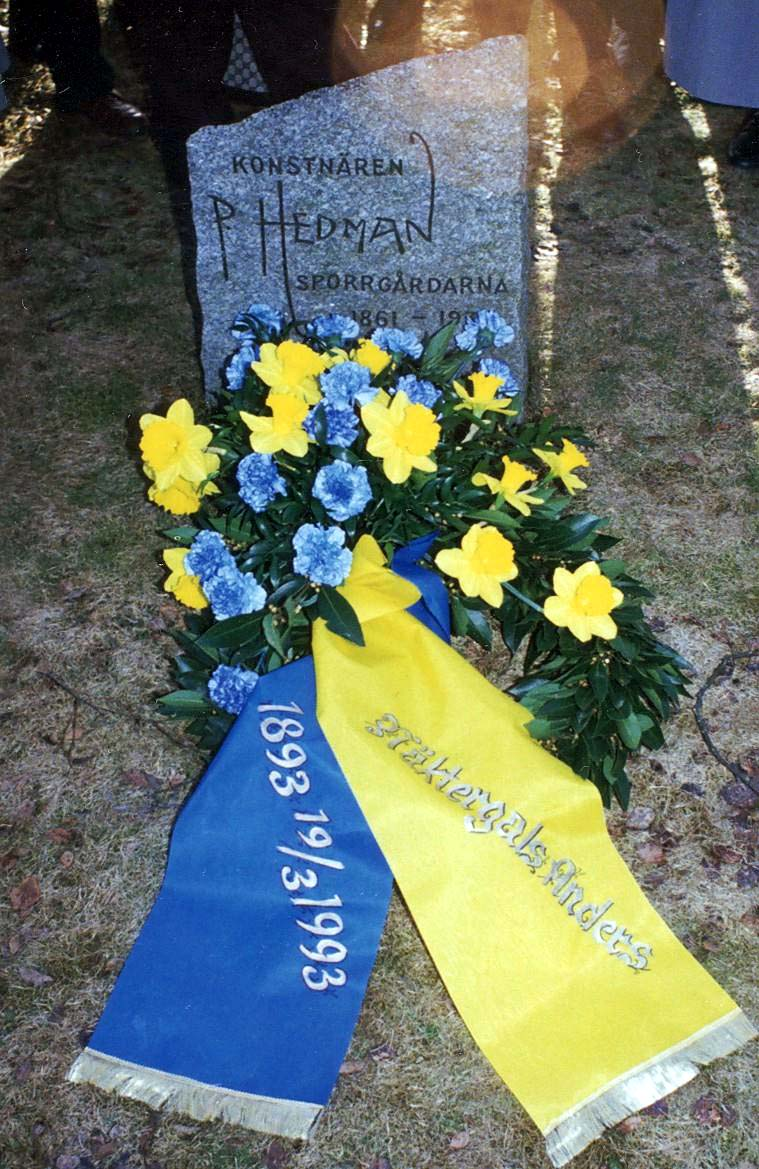
Hedmans grav på Amsbergs kyrkogård i Borlänge 1993.